# Wouter Beke
Wouter Beke (Lommel, 9 augustus 1974) is een Belgisch politicus voor de CD&V. Hij was burgemeester van Leopoldsburg, gewezen partijvoorzitter en van 2 oktober 2019 tot en met 16 mei 2022 minister in de Vlaamse Regering.

## Biografie
Beke studeerde in 1996 af als licentiaat in de politieke en sociale wetenschappen aan de Katholieke Universiteit Leuven en behaalde zijn doctoraat in 2004 in de Sociale Wetenschappen. Daarnaast behaalde hij in 1998 aan de Vrije Universiteit Brussel ook een bijzondere licentie Sociaal recht. Van 1996 tot 2003 was hij assistent en van 2003 tot 2005 vrijwillig onderzoeksassistent aan de afdeling Politicologie van de faculteit Sociale Wetenschappen en nadien in 2004 wetenschappelijk medewerker en van 2004 tot 2007 deeltijds vrijwillig medewerker Research Fellow bij het Overlegcentrum voor Ethiek.
In 2003 werd Beke ondervoorzitter van de christendemocratische CD&V, wat hij bleef tot in 2010. Hij werd beschouwd als de huisideoloog van de partij. Zijn voorlaatste boek, De mythe van het vrije ik. Pleidooi voor een menselijke vrijheid, werd algemeen beschouwd als het christendemocratische antwoord op het Vierde Burgermanifest van Guy Verhofstadt. In het boek gaf Beke kritiek op het 'doorgedreven individualisme' dat onder de regering-Verhofstadt II is toegenomen, en op het loskoppelen van vrijheid en verantwoordelijkheid. Ook had Beke zware kritiek op de euthanasiewetgeving en de ethische wetgeving van paars in het algemeen.
Van 2004 tot 2014 zetelde Beke voor de CD&V in de Senaat. Hij was er van 2007 tot 2010 voorzitter van de commissie Financiën en Economie en in 2010 korte tijd quaestor. Daarnaast zetelde hij van 2004 tot 2007 in de commissie Sociale Aangelegenheden, van 2006 tot 2007 in de commissie Binnenlandse Zaken en Administratieve Aangelegenheden, van 2008 tot 2010 in de commissie Institutionele Aangelegenheden en van 2010 tot 2014 in de commissie Financiën en Economie. Ook was hij van 2007 tot 2010 lid van de Raadgevende Interparlementaire Beneluxraad.
Op 20 maart 2008 werd hij tijdelijk partijvoorzitter van de CD&V, nadat Etienne Schouppe staatssecretaris geworden was. Op 15 mei 2008 werd hij opgevolgd door Marianne Thyssen. Van 2009 tot 2010 was hij vervolgens directeur van CEDER, de studiedienst van CD&V.

### Partijvoorzitterschap
Op 23 juni 2010 werd hij opnieuw voorzitter ad interim van de CD&V nadat Thyssen ontslag had genomen. Op 19 november 2010 stelde hij zich kandidaat voor het voorzitterschap van de CD&V. Naar eigen zeggen wilde hij van de partij opnieuw de volkspartij maken van Vlaanderen. Hij pleitte voor verandering zonder het land te willen splitsen. Op 22 december 2010 werd Beke met 98,73 % van de stemmen verkozen tot nieuwe voorzitter van de partij. In totaal brachten 25.065 leden hun stem uit.
Op 2 maart 2011 werd Beke door koning Albert II belast met een onderhandelingsopdracht om een akkoord voor de Belgische staatshervorming voor te bereiden. Er werd daarbij geen timing meegedeeld. Na ruim twee maanden diende koninklijk onderhandelaar Wouter Beke een lijvig rapport in bij koning Albert II, met de vraag van zijn taak te worden ontlast. De koning aanvaardde het ontslag, waarna op 16 mei 2011 Elio Di Rupo als formateur werd aangesteld. Op 13 juli 2012 werd zijn wetsvoorstel tot splitsing van Brussel-Halle-Vilvoorde goedgekeurd door de Kamer. Deze splitsing vloeide voort uit het Vlinderakkoord dat Beke mee onderhandeld heeft.
Hij leidde zijn partij naar de gemeente- en provincieraadsverkiezingen van 14 oktober 2012. Met de campagne {iedereen inbegrepen} slaagde CD&V erin de grootste partij te blijven op lokaal vlak.
Ook is Beke sinds 2001 gemeenteraadslid van Leopoldsburg. Hij was er van 2004 tot 2012 schepen, van 2004 tot 2006 bevoegd voor Sociale Zaken en van 2007 tot 2012 voor Financiën, Begroting, Onderwijs, Huisvesting, Stedenbouw en Ruimtelijke Ordening. Nadat CD&V de gemeenteraadsverkiezingen in Leopoldsburg won, werd Beke begin 2013 burgemeester van de gemeente. Hij bleef ook burgemeester na de gemeenteraadsverkiezingen van oktober 2018.
In december 2012 lanceerde Wouter Beke met zijn partij "operatie Innesto", een grootschalig inhoudelijk vernieuwingstraject. Dertig leden werden uitgekozen om na te denken over veranderingen in de maatschappij en de inhoudelijke vernieuwing van CD&V. Zij schreven samen een visienota, die vervolgens in verschillende fasen besproken werd door leden en lokale afdelingen. Uiteindelijk volgde een finale stemmingsronde op het ideologisch congres in november 2013, dat plaatsvond in het Center Parcsdomein De Vossemeren te Lommel.
Als partijvoorzitter trok hij de Limburgse lijst voor de Kamer van volksvertegenwoordigers op 25 mei 2014. Met 59.291 voorkeurstemmen behaalde hij de meeste stemmen van alle Limburgse kandidaten op de Kamerlijst. Hij zetelde in de Kamer tot in oktober 2019.
Op 3 maart 2016 werd Beke herkozen als nationaal partijvoorzitter, met 98% van de stemmen. Bij de start van zijn nieuwe termijn lanceerde hij het essay 'Het Nieuwe WIJ', waarin hij pleitte voor 'een betrokken samenleving als antwoord op een wereld in verandering'.
Bij de Vlaamse, federale en Europese verkiezingen van 26 mei 2019 kwam hij op als lijsttrekker voor de CD&V-Kamerlijst in Limburg. Hij werd herkozen met 46.940 stemmen, maar zijn partij leidde bij deze verkiezingen een nederlaag en moest parlementszetels inleveren. Vervolgens kondigde Beke aan zich geen kandidaat te stellen voor een volgende termijn als CD&V-voorzitter.

### Ministerschap
Nadat Kris Peeters de regering in lopende zaken eind juni 2019 verliet om zijn zetel in het Europese Parlement te kunnen opnemen, volgde Beke hem op als minister van Werk, Economie en Consumenten, belast met Buitenlandse Handel, Armoedebestrijding, Gelijke Kansen en Personen met een beperking. Tegelijkertijd bleef hij evenwel ook partijvoorzitter, tot aan de nieuwe interne voorzittersverkiezingen. Daarmee werd hij na Charles Michel de tweede federale minister die op dat moment het ministerschap combineerde met het partijvoorzitterschap. In Leopoldsburg moest hij zich laten vervangen als burgemeester en werd Marleen Kauffmann aangesteld als waarnemend burgemeester.
Op 2 oktober 2019 verliet hij de federale regering om de eed af te leggen als Vlaams minister van Welzijn, Volksgezondheid, Gezin en Armoedebestrijding in de regering-Jambon. Ook Benjamin Dalle en Hilde Crevits zetelen als christendemocraten in deze regering. Intern kwam er kritiek op de ministerpost van Beke, waarbij hem werd verweten dat hij als uittredend voorzitter van zijn partij na een slecht verkiezingsresultaat voor een persoonlijke uitweg zorgde en dat hij na enkele maanden de federale regering al verliet. Enkele dagen later, op 8 oktober, nam hij ontslag als partijvoorzitter van CD&V. Hij werd ad interim opgevolgd door Cindy Franssen en Griet Smaers, de ondervoorzitters van de partij.
Als Vlaams minister van Volksgezondheid was Beke mee verantwoordelijk voor de aanpak van de coronapandemie. Bij de aanpak van de woonzorgcentra en de contactopsporing kreeg hij kritiek (zie verder). Beke was vanuit zijn functie ook verantwoordelijk om de vaccinatiestrategie in Vlaanderen uit te voeren. De aankoop van de coronavaccins verliep via de Europese Commissie en via de lidstaten. De logistieke uitvoering - hoe de bevolking vaccineren - lag bij de regio's. Vlaanderen koos voor een aanpak via de eerstelijnszones met in totaal 95 vaccinatiecentra bemand door duizenden vrijwilligers. Deze aanpak bleek een succes. Zeker in vergelijking met de buurlanden. In juni 2021 had al 73% van de Vlamingen een eerste coronaprik gekregen. In Nederland was dit toen 61%; in Duitsland 58% en in Frankrijk 54%.

#### Kritiek op zijn beleid als minister

##### Corona-aanpak in de woonzorgcentra
Na de uitbraak van de coronapandemie in maart 2020 was Beke als Vlaams minister van Welzijn verantwoordelijk voor de aanpak van de coronacrisis op Vlaams niveau. Hij kwam enkele maanden later onder vuur te liggen nadat bleek dat de corona-aanpak in de rusthuizen desastreus was verlopen. Er werd hem verweten dat de woonzorgcentra tijdens de eerste coronagolf in het voorjaar van 2020 gebrekkig werden ondersteund.  Zeker in de eerste maanden beschikte het zorgpersoneel in de centra niet over beschermingskledij, werd er nauwelijks getest en bestonden er amper noodplannen. Onder meer daardoor (naast problemen op federaal vlak, zoals het vernietigen van een noodstock aan mondmaskers en onvoldoende testcapaciteit) konden de woon-zorgcentra de pandemie zeer moeilijk beheersen, werd het personeel onvoldoende beschermd en kregen besmette bewoners niet de nodige zorg. Bijna twee op de drie patiënten die in 2020 overleden aan het coronavirus in Vlaanderen, kwam uit een rusthuis. Als gevolg hiervan werd in het Vlaams Parlement een onderzoekscommissie opgericht die diende te achterhalen hoe de Vlaamse overheid de coronacrisis had aangepakt. In totaal kwam deze onderzoekscommissie met 95 aanbevelingen om lessen te trekken uit de aanpak van de pandemie.

##### Problemen met de contactopsporing
Tijdens de coronacrisis was Beke tevens bevoegd voor de contactopsporing, dat in kaart moest brengen door wie en waar een met het coronavirus besmette persoon die besmetting had opgelopen en verdere verspreiding van het coronavirus moest tegengaan. Ook die opsporingen verliepen niet al te vlot: besmette personen werden te laat of helemaal niet opgebeld, informatie stroomde traag door, risicocontacten kregen soms pas heel laat de melding dat ze zich moesten laten testen en de contactopsporing liep in periodes met een stijgende of hoge besmettingsgraad een grote achterstand op. In december 2021 bleek bovendien dat er mogelijk fraude werd gepleegd door een van de callcenters die belast werden met de contactopsporing. Beke bestelde een audit om deze aantijgingen te onderzoeken. Het onderzoek stelde geen concrete aanwijzingen van fraude vast, maar kon die ook niet uitsluiten.

##### Wantoestanden in de kinderopvang
Als minister van Welzijn viel ook het kinderopvangbeleid onder de verantwoordelijkheid van Beke. In december 2020 werd onthuld dat door het Kind en Gezin lichtzinnig werd omgesprongen met klachten over verwaarlozing, grensoverschrijdend gedrag en mishandeling bij baby's en peuters in crèches en bij onthaalouders. Om de wantoestanden in de kinderopvang tegen te gaan droeg Beke Kind en Gezin op om een zwarte lijst met probleemcrèches aan te leggen.
Ruim een jaar later, in februari 2022, kwam een baby om het leven na mishandeling in een kindercrèche in Gent. Over die crèche werden in het verleden meerdere klachten ingediend, maar toch bleek ze niet op de zwarte lijst van Kind en Gezin te staan. De dagen erna stapelden soortgelijke verhalen zich op en in een parlementair debat hierover kon Beke niet garanderen dat er geen veroordeelde kindermishandelaars in de kinderopvang werkten. Beke en zijn administratie kregen bikkelharde kritiek en oppositiepartijen Vlaams Belang, Groen en Vooruit vroegen om het ontslag van de minister. Beke vond echter dat hij nog kon functioneren en kwam met nieuwe maatregelen om wantoestanden in de kinderopvang te voorkomen: hij stelde een opdrachthouder en een extern comité van toezicht aan om de problemen in de kinderopvang aan te pakken. De opdrachthouder moest het handhavingsbeleid stroomlijnen en een actieplan doorvoeren dat voor grotere transparantie en strengere vergunningsvoorwaarden moest zorgen. Het extern comité moest de genomen beslissingen van Kind en Gezin onderzoeken en moeilijke dossiers mee beoordelen. De oppositie vond dit echter niet voldoende en eiste dat er een onderzoekscommissie werd ingesteld naar de veiligheid in de kinderopvang, waarvoor het Vlaams Parlement in maart 2022 het licht op groen zette.

#### Ontslag
Bovenstaande kwesties leidden ertoe dat het draagvlak binnen CD&V om Wouter Beke te handhaven als Vlaams minister steeds kleiner werd. Op 6 mei 2022 verscheen een voor de partij dramatische peiling die de CD&V op amper 8,7 procent zette, terwijl de partij bij de verkiezingen van mei 2019 nog ongeveer vijftien procent had behaald. Beke en CD&V-voorzitter Joachim Coens werden verantwoordelijk geacht voor de neergang van hun partij. Coens besliste om vervroegde voorzittersverkiezingen uit te schrijven waarbij hijzelf geen kandidaat zou zijn, Beke maakte op 12 mei tijdens een overleg met de partijtop bekend dat hij een stap opzij zou zetten als Vlaams minister van Welzijn, Volksgezondheid, Gezin en Armoedebestrijding. Zijn ontslag ging in met ingang van 16 mei 2022. Nadien nam hij zijn functie als burgemeester van Leopoldsburg en Kamerlid opnieuw op.
Beke werd in zijn bevoegdheden opgevolgd door zijn partijgenote Hilde Crevits, die tot dan toe in de Vlaamse regering de functies van viceminister-president en minister van Werk, Economie, Sociale Economie, Innovatie en Landbouw bekleedde. Armoedebestrijding ging naar Benjamin Dalle.
Beke bleef Kamerlid tot in juni 2024 en burgemeester van Leopoldsburg tot in december 2024. Bij de gemeenteraadsverkiezingen van oktober 2024 had hij een stap opzij gedaan als lijsttrekker van de CD&V-lijst ten voordele van gewezen waarnemend burgemeester Marleen Kauffmann, die hem opvolgde als burgemeester.

### Europees Parlement
Bij de Europese verkiezingen van juni 2024 was Beke lijsttrekker voor CD&V en werd hij aldus verkozen in het Europees Parlement. Hij ging er zetelen in de commissie Buitenlandse Zaken, de commissie Industrie, Onderzoek en Energie en de (sub)commissie Veiligheid en Defensie.
Om zich beter op zijn Europees mandaat te kunnen concentreren, besloot hij geen lijsttrekker te zijn bij de lokale verkiezingen dat jaar, ten voordele van voormalig waarnemend burgemeester Marleen Kauffmann. Hij haalde bij die lokale verkiezingen 519 voorkeurstemmen, een kwart minder dan in 2018. In december 2024 werd Beke als burgemeester opgevolgd door Marleen Kauffmann en werd hijzelf schepen van Financiën, Ruimtelijke Ordening en Militaire Domeinen.

## Ereteken
- 2019: Officier in de Leopoldsorde[34]

## Privé
Wouter Beke is gehuwd met Leen Desmyter en vader van drie kinderen.

## Publicaties
Boeken of bijdragen in boeken:
- Wouter Beke, Revolutie van de Redelijkheid. De weg naar levenskwaliteit en geborgenheid. 2019, Borgerhoff & Lamberigts.
- Wouter Beke, Het nieuwe WIJ, pleidooi voor een betrokken samenleving, 2016, UNITAS vzw
- Bestaat er zoiets als de stem van het volk?, in: W. Beke ea, Recht zal zijn wat ik zeg! Politici over de pijlers van de democratie, Tielt, Lannoo, Maltertuis, 2014, p. 65-70.
- ‘Ook het middenveld moet zich legitimeren’, in: Gert Schuermans (ed.),Politieke Ruimte, 2014, Brugge, Die Keure, p. 13-18.
- Wouter Beke, Open brief aan de Brusselaars, in: Paul Delva, Een Brusselse luis in de Vlaamse pels. Over de iris en de leeuw, Kalmthout, Pelckmans, 2013, p 233-236
- Het Moedige Midden. Voor het versterken van mensen, 2013, Uitgeverij Pelckmans.
- Open brief aan de Brusselaars, in: Paul Delva, Een Brusselse luis in de Vlaamse pels. Over de iris en de leeuw, Kalmthout, Pelckmans, 2013, p 233-236,
- De C van het Vlaamse CD&V, in: Pieter Jan Dijkman, Erik Borgman en Paul Van Geest (red), Dood of wederopstanding? Over het christelijke in de Nederlandse politiek, Boom, Amsterdam, 2012, p. 156-161.
- Wouter Beke, de historicus en de politicus, in Luc De Vos, Liber Amicorum, Van alle slagvelden thuis, Leuven, Davidsfonds Uitgeverij, 2012, p 118-122
- 'De vier V's van de christelijke vakbond', in: Working on a dream, 2012, p. 27-31.
- Tien jaar visie & werkelijkheid , in Visie & Werkelijkheid, in: Frank Judo en Michael Voordeckers (red) toekomstvisies voor de chistendemocratie, Antwerpen, Uitgeverij Pelckmans, 2010, p. 217-227.
- Frank Swaelen, een warme aristocraat, in: Frank Swaelen: Levenslang Engagement, Lannoo, 2009[36]
- Actief burgerschap als voorwaarde voor burgerparticipatie, in: Het burger-ei, Perspectieven op lokale burgerparticipatie, Brussel, Socius, 2008, p. 86-90.
- 'Christendemocratie: van christelijke naar Vlaamse volkspartij', in: L. Sanders & C. Devos, Politieke ideologieën in Vlaanderen, Antwerpen, Standaard Uitgeverij, 2008, p. 237-317.
- Klaar voor de Wereld, 2008, CD&V.[37]
- Gemeenschap van goederen in een liberale samenleving, in: Gemeenschap van Goederen. Augustinus in confrontatie met het heden, Augustijns Historisch Instituut, 2007, p. 70-84
- Diriger ou être dirigé, Le Comité National au PSC-CVP (1945-1954), in: W. Dewachter & Sam Depauw, Bureaux de partis, bureaux du pouvoir, Bruxelles, Editions de l’université de Bruxelles, 2007, p. 113-126[38]
- De mythe van het vrije ik. Pleidooi voor een menselijke vrijheid, 2007, Uitgeverij Averbode
- Leiden of geleid worden: het nationaal comité in de nieuwe CVP-PSC (1945-1954), in: W. Dewachter & S. Depauw (red.), Een halve eeuw partijbureau in België, Leuven, Acco, 2005, p. 117-130
- De ziel van een zuil, De CVP tussen 1945 en 1968, Leuven, Leuven University Press, 2005, 535 p.
- Living apart together. Christian Democracy in Belgium, in: Steven Van Hecke & Emmanuel Gerard (ed.), Christian Democratic Parties in Europe since the End of the Cold War, Leuven, Leuven University Press, 2004, p. 133-158[39]
- De CVP tussen 1945 en 1968. Breuklijnen en pacificatiemechanismen in een catch-allpartij, Diss. Doctoraat in de Sociale Wetenschappen, KULeuven, 2004, 449 p.
- L’identité démocrate chrétienne. Etapes dans un processus d’émancipation en relation avec le conservatisme, in: Pascal Delwit, Démocraties chrétiennes et conservatismes en Europe. Une nouvelle convergence? Bruxelles, Editions de l’université de Bruxelles, 2003, p. 25-38.[40]
- Rondetafelconferentie onderwijs. Werkgroep vrijheid van onderwijs. Eindrapport, 2002, 230 p.
- Iedereen sant in eigen stand? Van katholieken naar christen-democraten, in: Wouter Beke ea., Stemtest 2003. Wegwijs in de politieke partijen van België. Van 1830 tot nu. Averbode, Uitgeverij Averbode, 2002, p. 14-18
- Pluralisme, kleur bekennen, Brussel, Cepess, 2001, 62 p.
- Tussen politiek en beweging. 50 jaar CVP-jongeren, Brussel, 2001, 31 p.
- (samen met E. Gerard,) Tussen subsidiariteit en pluralisme. De CVP en de wetgeving Harmel (1950-1954) , in: E. Witte, Jan De Groof en J. Tyssens (red), Het schoolpact van 1958. Ontstaan, grondlijnen en toepassing van een Belgisch compromis, Brussel-Leuven, VUBPRESS-GARANT, 1999, 497-528[41]
- (samen met Bart Vannieuwenhuyse,) Beveiliging en infrastructuur van politiecommissariaten, Brussel, Politeia, 1998, 197 p.[42]